# اختتامیه المپیک تابستانی ۲۰۱۲
مراسم اختتامیه بازی‌های المپیک تابستانی ۲۰۱۲ همچنین شناخته‌شده به عنوان سمفونی موسیقی بریتانیا در ۱۲ اوت در ورزشگاه المپیک برگزار شد و میزبانی رقابتهای بعدی المپیک به طور رسمی به شهر ریودوژانیروی برزیل واگذار شد. پیش از خاموش کردن شعله المپیک لندن، پرچم رسمی رقابت‌ها به شهردار ریو دوژانیرو تحویل داده شد.
در مراسم اختتامیه که بیش از سه ساعت ادامه یافت، بسیاری از بزرگترین ستاره‌های موسیقی پاپ بریتانیا در دهه‌های اخیر، از جمله گروه اسپایس گرلز، جرج مایکل و البو به هنر نمایی پرداختند.